# Carlos Bejarano Muñoz
Carlos Bejarano Muñoz (Popayán 3 de julio de 1902- Bogotá, 17 de agosto de 1968) fue un militar colombiano. General del Ejército Nacional de Colombia.

## Biografía
Participó en la colonización militar de la amazonia colombiana, y en la guerra colombo-peruana. En el gobierno de Enrique Olaya Herrera fue nombrado como primer Alcalde del municipio de Leticia, hasta el 27 de mayo de 1935. En 1948 fue nombrado jefe civil y militar de los Llanos Orientales. Tras su retiro del servicio activo fue nombrado como director de los Ferrocarriles Nacionales.

## Homenajes
Batallón de Ingenieros No.17 "Gr. Carlos Bejarano Muñoz" en Carepa (Antioquia).